# Abigail
Abigail, Abigajl – imię żeńskie pochodzenia biblijnego. Wywodzi się od hebrajskiego imienia אביגיל Awigajil znaczącego „radość ojca”,  „mój ojciec się uradował”.
W Polsce nie było popularne. W XXI wieku zyskało na popularności. W lipcu 2019 roku zanotowano 616 kobiet o tym imieniu. W styczniu 2025 r. w rejestrze PESEL, wśród publicznie dostępnych danych dotyczących osób żyjących, wykazano 1001 kobiet o imieniu Abigail oraz 11 o imieniu Abigajl nadanym jako imię pierwsze, a także 354 kobiety o imieniu Abigail i 10 kobiet z imieniem Abigajl jako imieniem drugim.

## Imię Abigail w innych językach
- angielski – Abigail, zdrobnienia: Abbie, Abby (warianty: Abagael, Abagail, Abagale, Abageal, Abagil, Abaigael, Abba, Abbe, Abbee, Abbegail, Abbegale, Abbey, Abbi, Abbie, Abbigael, Abbigail, Abbigale, Abbigayle, Abby, Abbye, Abbygael, Abbygail, Abbygale, Abegail, Abegale, Abgail, Abigael, Abigal, Abigale, Abigall, Abigayl, Abigayle, Abigel, Abigil, Abigayle, Gael, Gail, Gaila, Gal, Gale, Gayel i Gayle)
- czeski – Abigail
- duński – Abigail
- esperanto – Abigail
- grecki – Αβιγαία
- hebrajski – אביגיל (Avigayil)
- hiszpański – Abigail
- niderlandzki – Abigaïl
- niemiecki – Abigail
- portugalski – Abigail
- słoweński – Abigail
- szwedzki – Abigail
- węgierski – Abigél

## Kobiety o imieniu Abigail
W Biblii:
- Abigail — siostra króla Dawida
- Abigail — żona króla Dawida

- Abigail Adams (1744-1818) — żona Johna Adamsa (prezydenta USA)
- Abigail Breslin — amerykańska aktorka dziecięca
- Abigail Folger (1943-1969) — amerykańska spadkobierczyni wielomilionowej fortuny kawowej Folgers, zamordowana przez sektę Charlesa Mansona w willi Romana Polańskiego w Kalifornii.
- Abigail Spears – amerykańska tenisistka
- Abigail (ur. 1946) — australijska aktorka filmowa
- Abigail — postać w polskiej grze komputerowej Wiedźmin